# Enicophlebia
Chloromantis es un género de mantis  (insectos del orden Mantodea) que cuenta con las siguientes especies. Es originario de Madagascar.

## Especies
- Enicophlebia hilara
- Enicophlebia pallida